# Cheiracanthium foordi
Cheiracanthium foordi es una especie de araña del género Cheiracanthium, familia Cheiracanthiidae, suborden Araneomorphae. Fue descrita científicamente por Lotz en 2015.

## Distribución
Se distribuye por Sudáfrica.